# Вассенаар
Вассенаар (нід. Wassenaar) — невелике місто на заході Нідерландів, передмістя Гааги. Має статус муніципалітету. Вассенаар розташованний за 10 км на північ від Гааги на шосе N44 біля узбережжя Північного моря. Населення міста — 25 тис. осіб (2007 рік). У Вассенаарі в 1996 році були підписані Вассенаарські угоди (Вассенаарські домовленості).
З 2003 року принц Віллем-Олександр та принцеса Нідерландів Максима з дітьми живуть в маєтку Villa Eikenhorst в селі Вассенаар.